# پنجه‌ای قرض بده
پنجه‌ای قرض بده (Lend a Paw) یک پویانمایی کوتاه است که در تکنی کالر توسط استودیو انیمیشن والت دیزنی ساخته، و توسط آر.ک. ئو توزیع و در ۳ اکتبر ۱۹۴۱ در سینماها اکران شد. پنجه ای قرض بده به کارگردانی کلاید جرونیمی ساخته شده‌است و موسیقی این فیلم را لی هارلاین ساخته‌است. جورج نیکلاس، کنت موسی، نیک نیکولز، ویلیام استورم، اریک گرنی، نورمن تیت، چیک اوتروتروم، موری ردن و امری هاوکینز این فیلم را به صورت انیمیشن درآوردند. صداپیشگان این فیلم والت دیزنی در نقش میکی و پینتو کالویگ در نقش پلوتو هستند. این ۱۱۵مین فیلم کوتاه در مجموعه فیلم میکی موس و ششمین فیلم برای آن سال بود که به نمایش درآمد.
در این کارتون که بیشتر، بازسازی از فیلم رفیق میکی، پلوتو محصول ۱۹۳۳ بود، نشان می‌دهد که پلوتو، جان یک بچه گربه را نجات می‌دهد و بعداً پس از اینکه میکی ماوس به خانه‌اش می‌آورد، به بچه گربه حسادت می‌کند. این فیلم برنده جایزه اسکار بهترین پویانمایی کوتاه در چهاردهمین دوره جوایز اسکار در ۱۹۴۲ شد، این فیلم تنها فیلم کوتاه میکی ماوس بود که این جایزه را برد.

## خلاصه داستان
در حالی که در برف بیرون می‌رفت، پلوتو صداهایی از کیسه ای که روی یخ شناور است، می‌شنود. پلوتو کیسه را باز می‌کند و می‌بیند که یک بچه گربه نارنجی در آن کیسه بود، آن را رها می‌کند. بچه گربه دنبال او راه می‌افتد و وقتی که میکی آن را می‌بیند بلافاصله قبول می‌کند که گربه را نگه دارد. پلوتو وقتی می‌بیند که میکی تمام توجهش به آن بچه گربه است به او حسادت می‌کند و توسط شیطان شانه اش وسوسه می‌شود که گربه را به دردسر بیندازد. با وجود تلاش‌های فرشته شانه اش برای صحبت با او، پلوتو بچه گربه را برروی میز می‌گذارد که ماهی طلایی میکی بیانکا را بخورد، اما اتفاقی بجه گربه رومیزی می‌کشد و همه چیز بر سر آن دو می‌ریزد. وقتی میکی از بیانکا می‌خواهد بگوید مقصر کیست، به پلوتو اشاره می‌کند و می‌داند که او کسی است که سعی می‌کند برای بچه گربه پاپوش بسازد. میکی با عصبانیت پلوتو را برای بقیه روز به عنوان مجازات از خانه بیرون می‌کند، و پلوتو با عصبانیت شیطان شانه اش را به دلیل اینکه او را به دردسر انداخت، سرزنش می‌کند.
درنهایت، بچه گربه در حالی که با توپ بازی می‌کند، به‌طور تصادفی در چاه سقوط می‌کند. فرشته به پلوتو می‌گوید که تو را نجات دهد، اما شیطان با خشونت به او می‌گوید اجازه بده غرق شود تا عذاب وجدان بگیرد که او از خانه بیرون شده. سرانجام با قدرت کافی، فرشته شیطان را متلاشی می‌کند و پلوتو را به انجام کار صحیح متقاعد می‌کند، ولی وقتی که گربه نجات میابد، پلوتو نیز سقوط می‌کند. با شنیدن فریادهای پلوتو، میکی آنها را نجات می‌دهد و یخ‌های پلوتو را آب می‌کند و از اینکه او را بیرون انداخت احساس پشیمانی می‌کند. پلوتو پس از اینکه یک حمام گرم خوب از میکی و یک بوسه از بچه گربه می‌گیرد، فرشته به او می‌گوید که «مهربانی به حیوانات، دوست من، در پایان پاداش دارد».

## صداپیشگان
- میکی ماوس: والت دیزنی
- پلوتو و فرشته اش: پینتو کالویگ
- بچه گربه: نامعلوم[۴]

## میراث
فرشته و شیطان پلوتو، مجدداً با صداپیشگی اریک ایدل و پن جیلت به ترتیب در دو قسمت از کارهای میکی ماوس - «بچه گربه‌های پلوتون» (۱۹۹۹) و «مینی از پلوتو مراقبت می‌کند» (۲۰۰۰) - و همچنین یک قسمت در ۲۰۰۲ در مجموعه خانه موش، به نام «پلوتو در برابر فیگارو» حضور یافتند.

## انتشارها
- ۱۹۴۱ انتشار اصلی
- ۱۹۵۴ دیزنی لند، قسمت شماره ۱٫۶: "داستان سگ ها" (تلویزیون)
- ج ۱۹۷۲ کارخانه موش، قسمت شماره ۲۹: "وجدان" (تلویزیون)
- ۱۹۸۱ " مجموعه کارتون میکی ماوس و دونالد اردک بخش سوم" (وی اچ اس)
- ج ۱۹۹۲ آهنگ‌های موس میکی، قسمت ۶۷ (تلویزیون)
- ج ۱۹۹۲ حمله سریع دونالد، قسمت ۱۵ (تلویزیون)
- ۱۹۹۳ ماجراهای میکی و دونالد، قسمت ۱ (تلویزیون)
- ۱۹۹۷ " روح میکی " (وی اچ اس)
- ج ۲۰۰۲ همراه با الیور و دوستان (دی وی دی/وی اچ اس، فقط در آمریکا / کانادا)
- ۲۰۰۴ " مجموعه کامل پلوتو " (DVD)
- ۲۰۰۵ "موردعلاقه‌های کارتونی کلاسیک: جشن تعطیلات با میکی و دوستان" (DVD)
- ۲۰۰۶ همراه با روباه و سگ شکاری (ویرایش بیست و پنجمین سالگرد انتشار، دی وی دی)
- ۲۰۰۹ همراه با الیور و دوستان (ویرایش بیستمین سالگرد انتشار، دی وی دی)
- ۲۰۱۳ همراه با الیور و دوستان (ویرایش بیست و پنجمین سالگرد انتشار، بلو-ری)